# Arkona-fok
Az Arkona-fok (németül: Kap Arkona)  egy 43 méter magas, krétából és tillitből álló meredek partszakasz a Rügen sziget északi részén található Wittow-félszigeten. Vitt halászfaluval együtt Putgarten településhez tartozik és Rügen egyik legkedveltebb kirándulóhelyeinek egyike, melyet évente 800.000 látogató keres fel.
Tetején két világítótorony, egy tájolótorony, két katonai bunker, a szláv Jaromarsburg erőd és néhány turisztikai épület (vendéglők, kocsmák, ajándékboltok) találhatók. A geológiai adottságai és az időjárás hatásai miatt főként télen részleges omlások történnek a meredek parton.
Az Arkona-fokot gyakran Rügen legészakibb pontjaként említik – helytelenül. Körülbelül egy kilométerre északnyugati irányban található a sziklapart Gellort nevű része, mely valamivel északabbra van tőle. Közvetlenül Gellort lábánál található a 165 tonna súlyú, Siebenscheiderstein névvel illetett vándorkő (hivatalos plattdeutsch megnevezéssel: Söbenschniedersteen). Az Arkona-fok megkapó látványt nyújt mind a szárazföldről, mind a tengerről nézve.

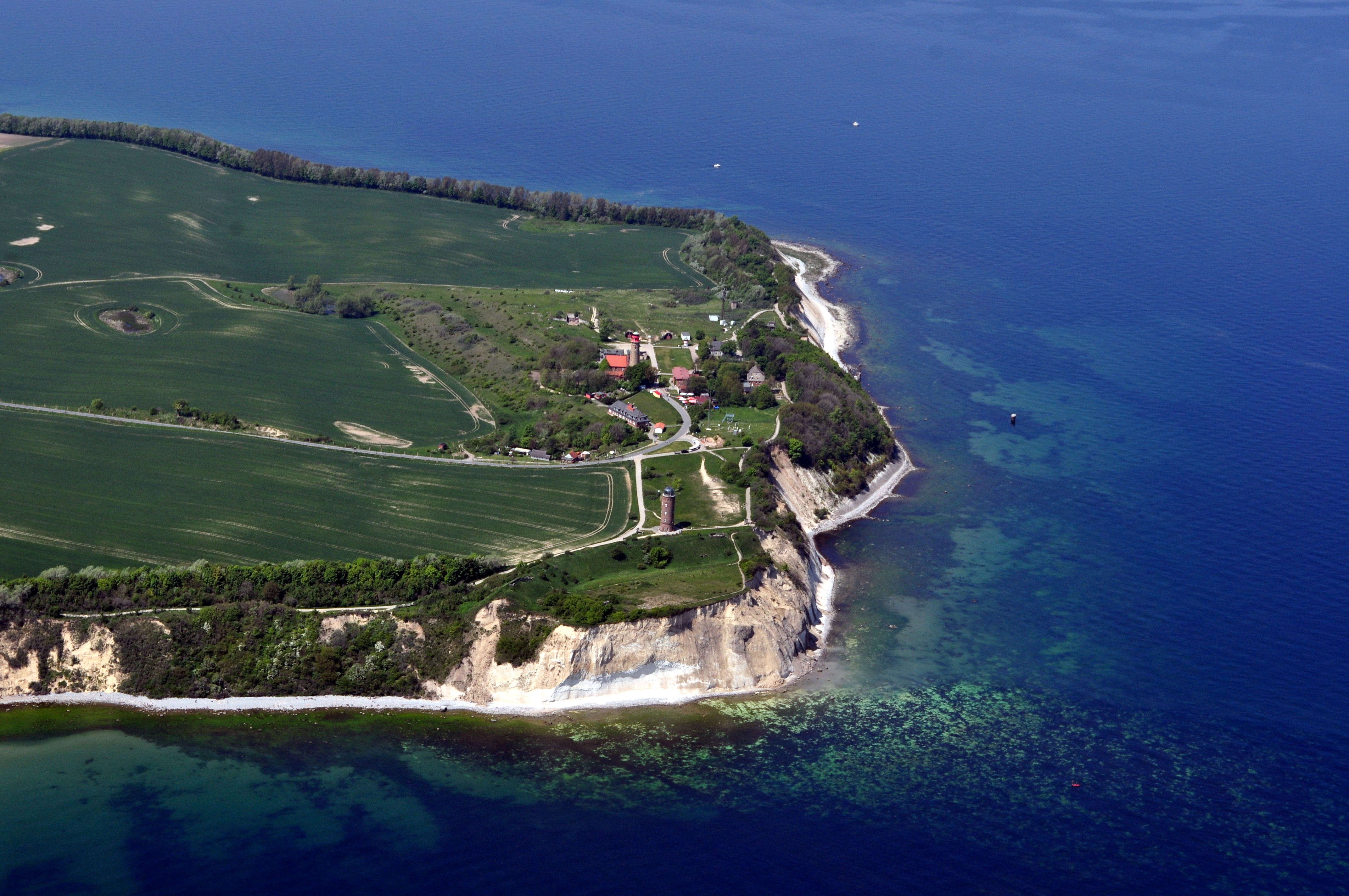
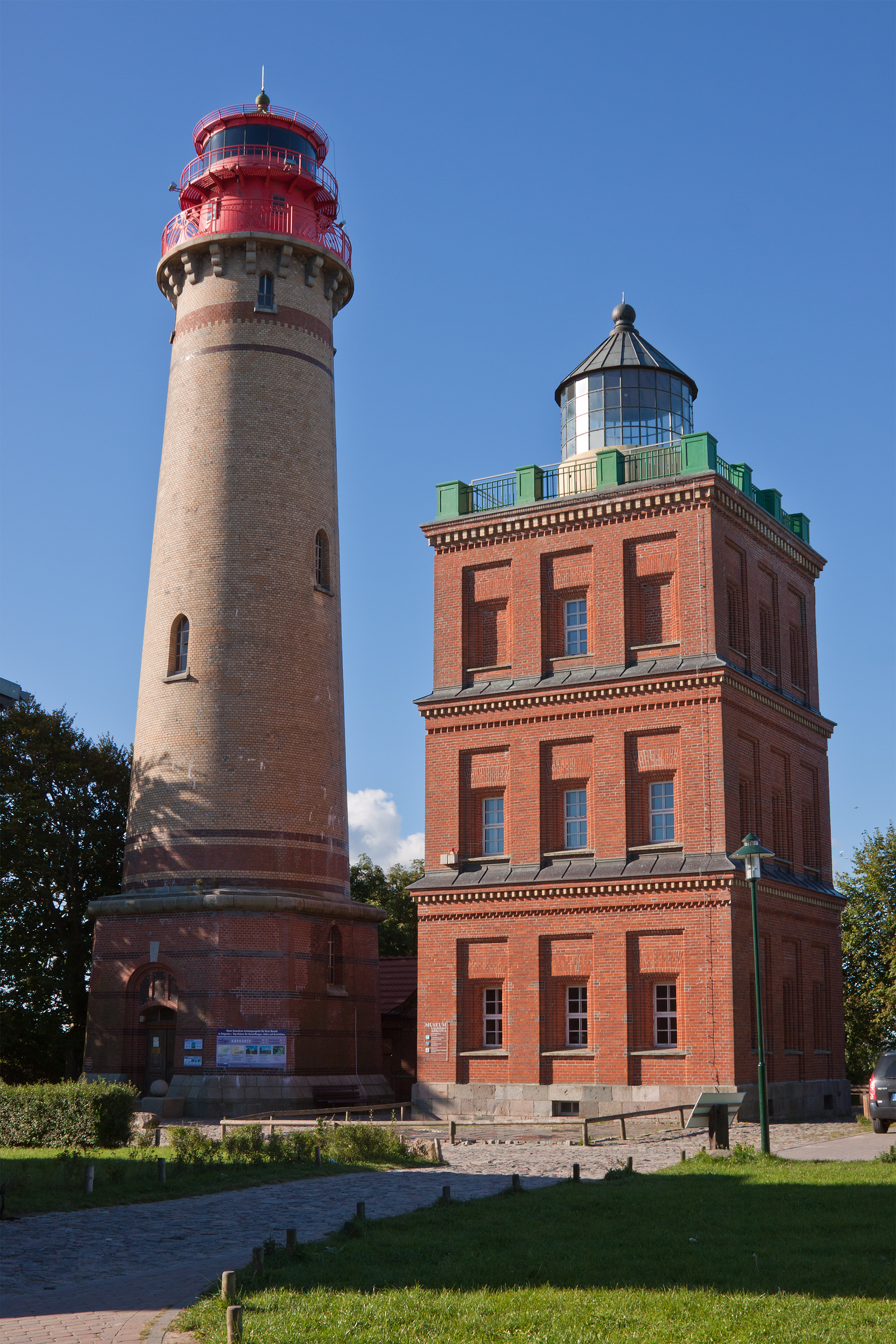
Világítótornyok
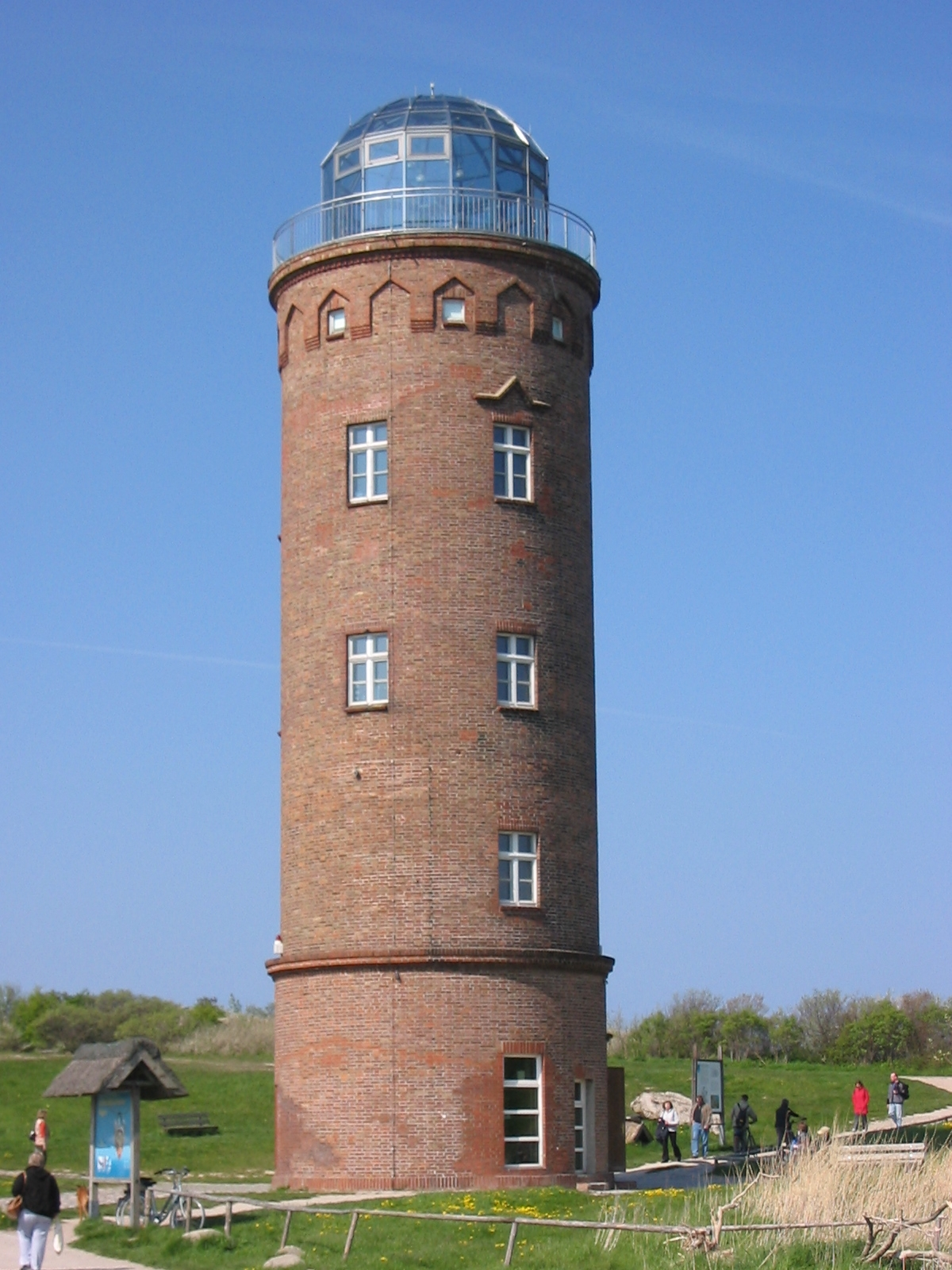
Peilturm
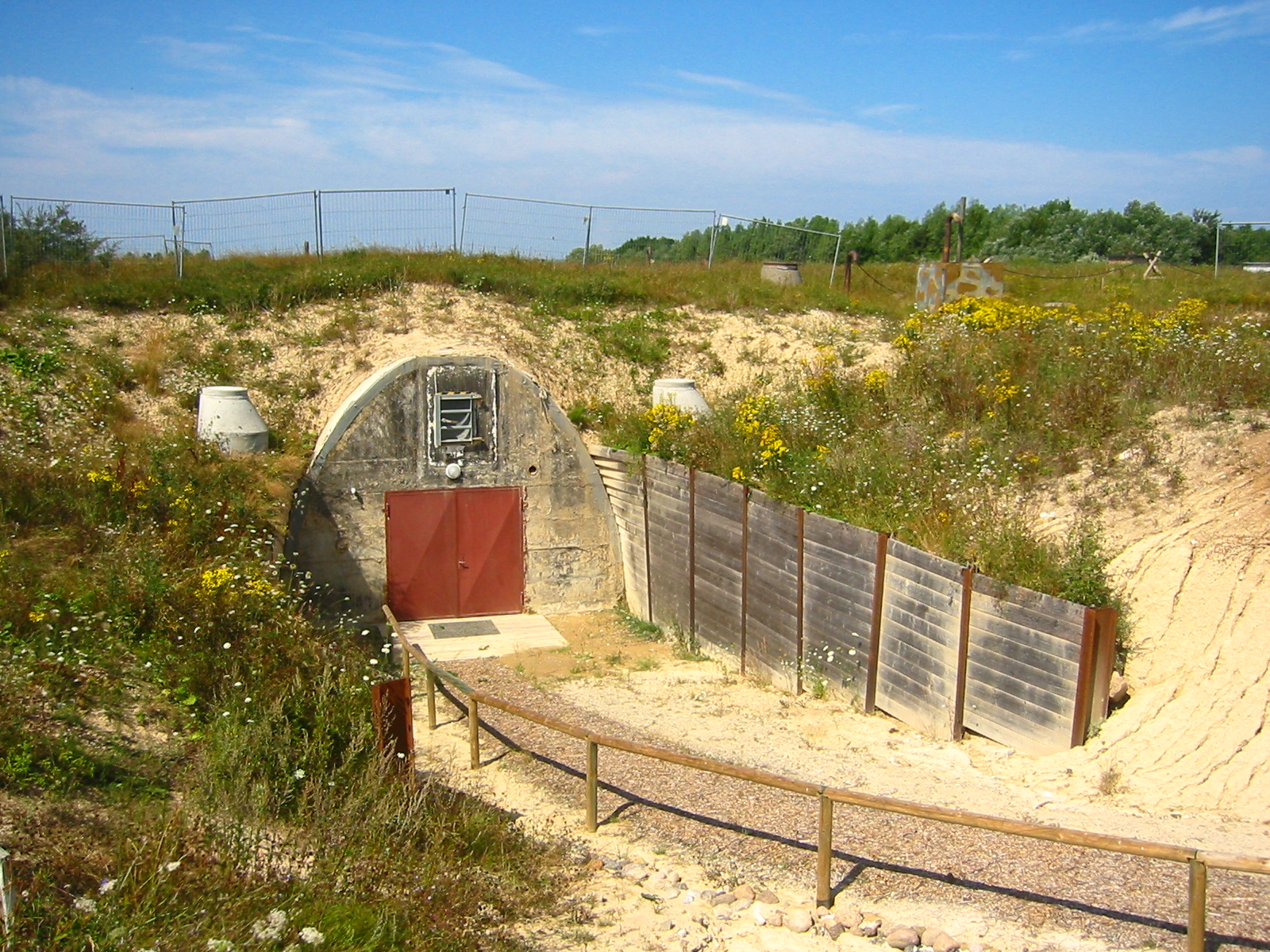
At NVA-Bunker bejáradja
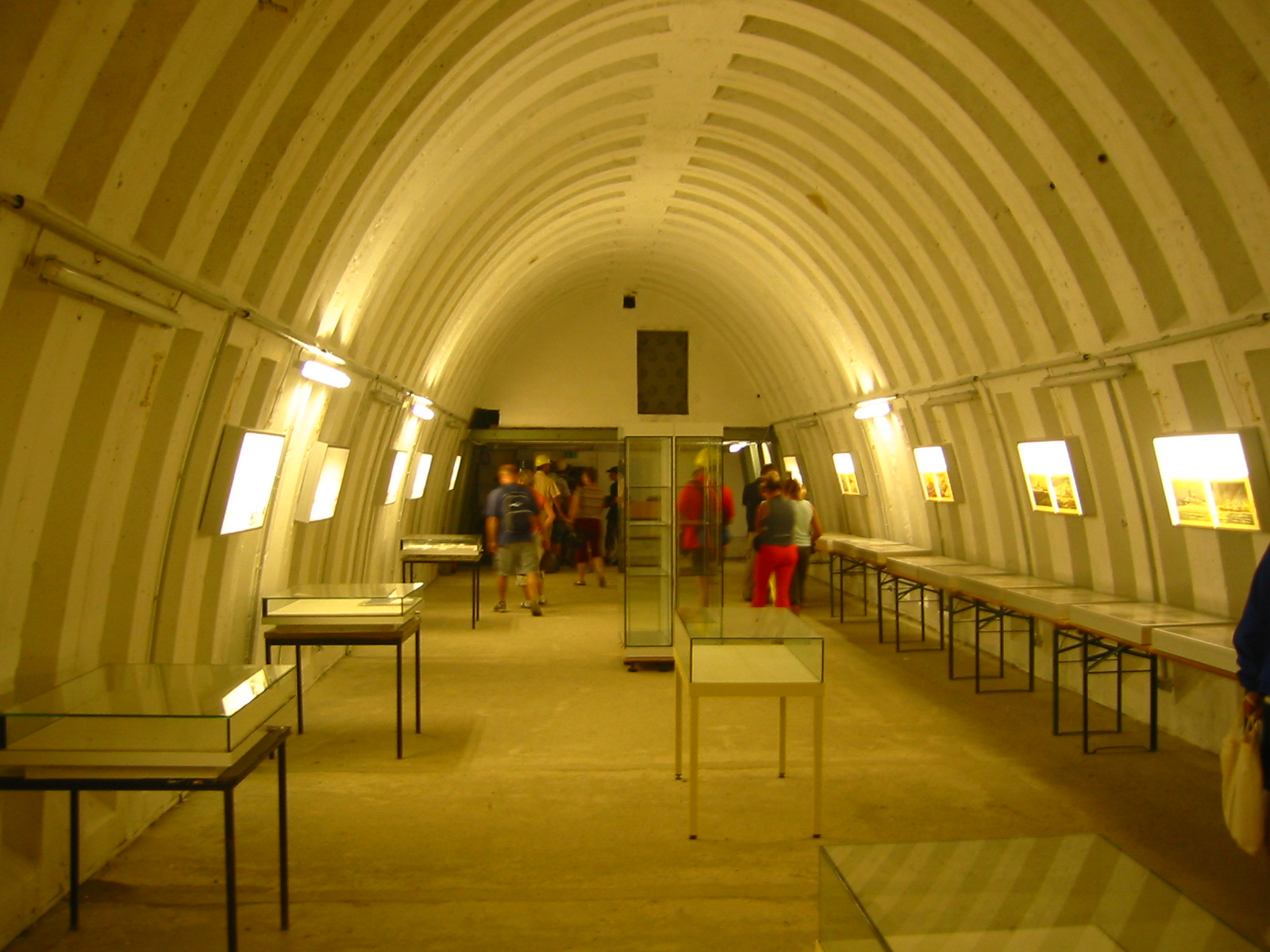
Az NVA-Bunkerban
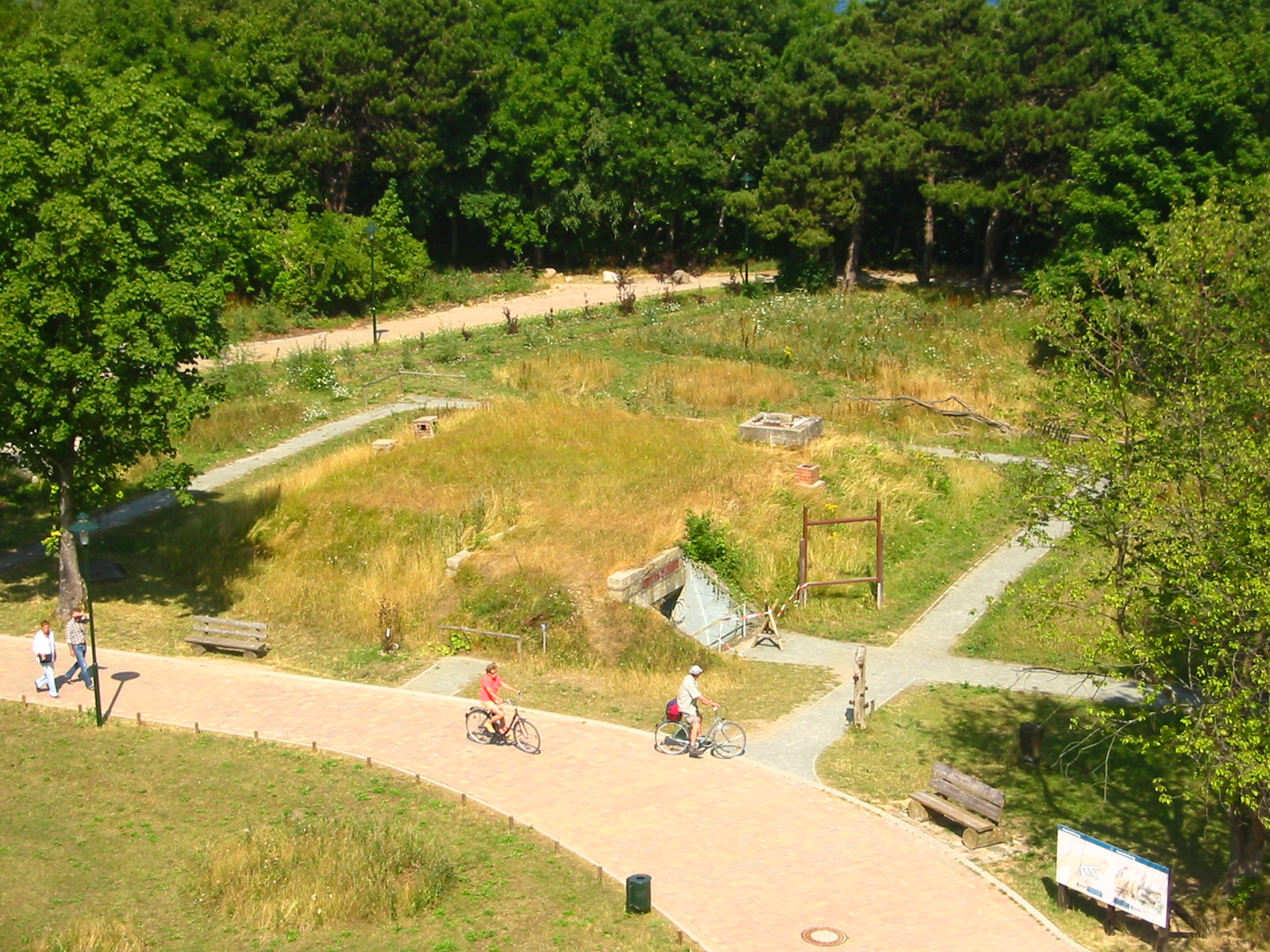
Blick auf den Wehrmacht-Bunker vom Schinkelturm